# NHL 1924/1925
Sezóna 1924/1925 byla 8. sezonou NHL. Vítězem NHL se stal tým Montreal Canadiens, který následně ve finále Stanley Cupu prohrál s vítězem WCHL - Victoria Cougars a Stanley Cup tak nezískal.
Nově se zúčastnily týmy Montreal Maroons a Boston Bruins.

## Konečná tabulka základní části
| Tým                  | Z  | V  | P  | R | B  | VG | IG  |
| -------------------- | -- | -- | -- | - | -- | -- | --- |
| Hamilton Tigers      | 30 | 19 | 10 | 1 | 39 | 90 | 60  |
| Toronto St. Patricks | 30 | 19 | 11 | 0 | 38 | 90 | 84  |
| Montreal Canadiens   | 30 | 17 | 11 | 2 | 36 | 93 | 56  |
| Ottawa Senators      | 30 | 17 | 12 | 1 | 35 | 83 | 66  |
| Montreal Maroons     | 30 | 9  | 19 | 2 | 20 | 45 | 65  |
| Boston Bruins        | 30 | 6  | 24 | 0 | 12 | 49 | 119 |

- Tým Hamilton Tigers se vzdal z důvodu interních klubových problémů postupu do play off.

## Play off o vítězství v NHL
Montreal Canadiens vs. Toronto St. Patricks
| Datum      | Tým                | Skóre | Tým                  | Skóre |
| ---------- | ------------------ | ----- | -------------------- | ----- |
| 11. března | Montreal Canadiens | 3     | Toronto St. Patricks | 2     |
| 13. března | Montreal Canadiens | 2     | Toronto St. Patricks | 0     |

Tým Montreal Canadiens zvítězil celkově 5:2 a postoupil tak do finále Stanley Cupu.

## Ocenění
| Prince of Wales Trophy:    | Montreal Canadiens             |
| Hart Memorial Trophy:      | Billy Burch, Hamilton Tigers   |
| Lady Byng Memorial Trophy: | Frank Nighbor, Ottawa Senators |

## Finále Stanley Cupu
Liga PCHA ukončila svoji činnost, a tak se o Stanley Cup utkali pouze vítězové NHL a WCHL.

### Účastníci
- Montreal Canadiens - vítěz NHL 1924/1925
- Victoria Cougars - vítěz WCHL 1924/1925

### Zápasy
Všechny zápasy byly hrány v Patrick Areně ve Victorii.
| Datum      | Hosté              | Skóre | Domácí           | Skóre |
| ---------- | ------------------ | ----- | ---------------- | ----- |
| 21. března | Montreal Canadiens | 2     | Victoria Cougars | 5     |
| 23. března | Montreal Canadiens | 1     | Victoria Cougars | 3     |
| 27. března | Montreal Canadiens | 4     | Victoria Cougars | 2     |
| 30. března | Montreal Canadiens | 1     | Victoria Cougars | 6     |

Victoria Cougars zvítězila 3:1 na zápasy a získala Stanley Cup